# Dorcadion klavdiae
Dorcadion klavdiae là một loài bọ cánh cứng trong họ Cerambycidae.